# كولن نيويل
كولن نيويل ، المعروف باسم Heavy D أو The Boominator  (توفي في نوفمبر 2020)، هو شخصية تلفزيونية بريطانية. اشتهر بأدواره في Storage Hunters و Celebrity Big Brother . كان نيويل من مشجعي نادي أرسنال لكرة القدم وشارك كثيرًا في المقابلات مع ArsenalFanTV .
شارك في السلسلة الثامنة عشر من برنامج Celebrity Big Brother في أغسطس 2016. 

## روابط خارجية
كولن نيويل على موقع IMDb (الإنجليزية)